# Меморіальний міст Майка О'Каллагана — Пета Тіллмана
Меморіальний міст Майка О'Каллаган — Пета Тіллман (англ. Mike O'Callaghan — Pat Tillman Memorial Bridge), також відомий як Об'їзд Дамби Гувера (англ. Hoover Dam Bypass) — міст на кордоні штатів Невада і Аризона через річку Колорадо.
Назва мосту — данина пам'яті двом людям з цих сусідніх штатів. Це заслужений губернатор штату Невада Майк О'Каллаган (англ.) І колишній популярний гравець в американський футбол зі штату Аризона Пет Тіллман, який після терактів 11 вересня 2001 р призупинив спортивну кар'єру, вступив у спеціальні війська «рейнджерів» армії США і загинув 22 квітня 2004 року в горах Афганістану від дружнього вогню.
Перший композитний арковий залізобетонний міст, побудований в Сполучених Штатах. Включає найдовшу залізобетонну арку в Західній півкулі. Розташований за пів кілометра вниз за течією річки Колорадо від дамби Гувера, приблизно в 30 км на південний схід від Лас Вегаса. Це другий найвищий міст Сполучених Штатів після підвісного висячого мосту Ройел Гордж-Брідж (англ. Royal Gorge Bridge), який був побудований в 1929 році в Королівському Ущелина річки Арканзас, штат Колорадо.
Для автомобільного руху міст був відкритий 19 жовтня 2010 року За нього проходить шосе 93 (англ. U.S. Route 93), що йде по Заходу США з півночі на південь по території штатів Монтана, Айдахо, Невада і Аризона. За рахунок своєї висоти, міст забезпечив зручний і швидкий перетин річки Колорадо по спрямленому і без помітних ухилів шляху, що має чотири смуги — по дві в кожний бік (раніше шосе 93 проходило по греблі Гувера, до якої з обох сторін річки вели два звивистих вузьких і крутих серпантину, кожен має всього 2 зустрічних смуги руху).
Побудований в рамках бюджету $240 мільйонів. Вартість $ 114 мільйонів.

## Будівництво мосту і підходів
Робота почалася в 2003 на обох сторонах річки. Найбільшою складністю було перетин річки арочною частиною моста. Мостовий перехід, прогонові конструкції якого були змонтовані на два паралельних ряди колон, що спираються в центрі (над річкою) на дві паралельні арки, а по краях на підходах до арок (тобто на берегах річки) — на ґрунтові підстави, будували кілька американських і транснаціональних компаній. Одночасно будувалися і два спрямлених відрізка шосе до мосту.
Будівництво зажадало переміщення робочих і до 45 тонн матеріалів на висоті 270 метрів над рівнем річки Колорадо за допомогою 700 метрових сталевих тросів, утримуваних системою високих деррик-кранів. Сильні вітри в каньйоні привели 15 вересня 2006 до аварії цієї системи. Роботи були відновлені вже в жовтні, хоча і в меншому обсязі — аварія спричинила за собою затримку будівництва приблизно на 2 роки.
Бічні мостові підходи до основного аркового мостовому переходу через річку, що спираються на сім пар залізобетонних колон — п'ять пар на Невадському боці і дві пари на Аризонському боці — були закінчені в березні 2008.
Дві паралельні арки центральної частини мосту бетонувати з протилежних кінців кожна в переставний опалубці окремими фрагментами, але завдяки потужній арматурі і властивостями застосованого бетону представляють собою цілісну конструкцію. Кожна арка містить по 53 послідовно відбетоновані фрагменти, велика частина з них по 7.3 метра завдовжки (всього було виконано 106 циклів заливки і ущільнення бетону).
Арки нарощувалися з обох берегів річки одночасно у вигляді піварок, які зближуються,  в результаті зливаються в єдину конструкцію. В процесі заливки, ущільнення і затвердіння бетону піварки, які зростали, підтримувалися похилими тросами, простягнутими з тимчасових веж-пілонів. Оскільки в процесі нарощування піварок їх вага змінювався, то постійно встановлювалися додаткові підтримують троси. Натяг тросів регулювався таким чином, щоб забезпечити необхідне просторове положення елементів арки, які будуються. Для цього за геометричними параметрами споруди здійснювався безперервний контроль комплексом високоточних інженерно-геодезичних вимірювань.
До травня 2009 року арки були готові на 50 % і зійшлися на відстані 19 мм в серпні. Цей проміжок був заповнений посиленим залізобетоном.
Після затвердіння бетону підтримувальні троси були демонтовані і арки залишилися самонесучими. До грудня 2009 року на них були відлиті всі вісім пар вертикальних колон, що підтримують майбутнє полотно мосту. До закінчення місяця на них вже були встановлені перші дві з 36 сталевих коробчастих поздовжніх балок, по 45 тон кожна. Всього до середині квітня 2010 було змонтовано по чотири балки на кожен з 9 прольотів, і будівельники нарешті змогли перетнути річку не по повітрю. Незабаром після цього почався монтаж і заливка залізобетонної основи дорожнього полотна.
Послідовність будівництва моста і підходів показано в Youtube [1].
До липня 2010 року основа була готова і деррик-крани висотної тросової переправи були демонтовані, оскільки будівництво наближалося до завершення.
Міст був завершений церемонією відкриття 14 жовтня 2010 року, а 16 жовтня була влаштовано урочисте відкриття. 18 жовтня по мосту було відкрито рух пішоходів і велосипедистів, а 19 жовтня — рух автомобілів — на кілька тижнів раніше, ніж планувалося.

## Нещасні випадки
15 вересня 2006 поривами сильного вітру було зруйновано висотний кран. Обійшлося без жертв. Будівельні роботи були відновлені в жовтні. Робота також була зупинена, коли робітник-будівельник з Лас Вегаса, 48-річний Шерман Джонс, загинув під час робіт по закріпленню троса, що підтримує тимчасовий пілон.